# Tom Maniatis
Tom Maniatis (Denver, 8 maggio 1943) è un biologo statunitense, di origini greche.

## Biografia
Professore di biologia molecolare e cellulare, Maniatis si è laureato presso l'Università del Colorado. All'età di 28 anni ha conseguito il Dottorato di Ricerca in Biologia Molecolare all'Università di Vanderbilt. Maniatis ha effettuato gli studi postdottorato con il professore Mark Ptashne presso la Università di Harvard e con il dottor Frederick Sanger presso il Medical Research Council Laboratorio di Biologia molecolare a Cambridge in Inghilterra. Maniatis ha ricoperto incarichi importanti presso la Harvard University, il Cold Spring Harbor Laboratory e il California Institute of Technology.
Tom Maniatis ha lavorato in prima linea nei campi della biologia molecolare e cellulare in tutta la sua carriera. Ha determinato la sequenza nucleotidica di uno degli elementi di regolazione lambda mentre lavorava nel laboratorio di Frederick Sanger ed ha anche perfezionato protocolli per identificare e isolare i geni. Maniatis ha anche il merito di essere un pioniere nello sviluppo delle tecniche di clonaggio. Nel 1982 Maniatis insieme a Joe Sambrook e Edward Fritsch ha scritto "Molecular Cloning-A Laboratory Manual" ("La clonazione molecolare - Un manuale di laboratorio"), che ha avuto un enorme impatto sulle scienze della vita. Maniatis ha ricevuto numerosi premi tra cui nel 1981 l'Eli Lilly Research Award nel campo della microbiologia e immunologia dalla American Society for Microbiology. Maniatis è stato eletto membro della National Academy of Sciences nel 1985. Maniatis è anche un pioniere nel settore delle biotecnologie, avendo cofondato il Genetics Institute nel 1980, la ProScript Pharma nel 1994 e la Acceleron Pharma nel 2004.
La ricerca attuale di Maniatis è rivolta ai meccanismi di regolazione genica nella immunità innata e nel cervello. Recentemente, il suo laboratorio ha avviato studi sulla sclerosi laterale amiotrofica (SLA).
Maniatis attribuisce alle sue radici ellenica il buon lavoro svolto finora. "Quello che mi piace della Grecia", egli dice, "è il calore e la simpatia della gente e il fatto che le città così come il paesaggio siano così belle."